# Шклянка Григорій
Григорій Шклянка (псевдо: «Куліш»)  (20 листопада 1920, с. Поториця, Сокальського району — 6 травня 1945, с. Новий Люблинець, тепер Польща) — сотник УПА, командир сотні «Галайда ІІ» ТВ-12 «Климів», ВО-2 «Буг».
Лицар Бронзового Хреста Бойової Заслуги.

## Біографія
Григорій Шклянка народився 20 листопада 1920 року в с. Поториця Сокальського району Львівської області. Навчався у сільській школі, брав участь у драматичному гуртку, був членом гуртка «Просвіта».
Коли прийшла радянська влада, так звані «визволителі» у 1939 році забрали його в армію. Під час наступу німецьких військ на радянський союз  потрапив у полон до німців десь під Уманню. Там зголосився до німецького війська, і його відправили на передову фронту. Коли отримав поранення в ногу, його відпустили на два тижні до дому лікуватися. І більше він до німців не повернувся. В Кристинополі (тепер Червоноград) зійшов з поїзда і пішов у підпілля ОУН. 

### На чолі сотні «Галайда-2»
14 серпня 1944 року був призначений сотенним рейдово-пропагандивної сотні «Галайда II». 
Брав участь у бою за участі сотень «Куліша» та «Беркута» та Самооборонних Кущових Відділів сіл Нестаничі, Павлів, Станин за кілометр від Нестанич 17 вересня 1944 року. Більшовики зазнали великих втрат у порівнянні з повстанцями. Тобто усіх загиблих повстанців було 14 і поранено 10 чоловік, а більшовики втратили вбитими близько 200 чоловік і близько 300 чоловік було поранено. Повстанцями протягом дня було відбито 16 наступів більшовиків, а увечері прорвали кільце оточення й відступили. 
Вранці, 13 грудня 1944 року «Куліш» разом з хлопцями і сестрою перебували у с. Розжалові Радехівського району, коли почалася Розжалівська облава. Енкаведисти ходили від хати до хати із смолоскипами і палили.  Тоді згоріло 63 хати і загинуло близько 60 людей. Декільком повстанцям, серед яких були «Куліш» і «Думка» вдалося прорватися з оточення.
19 січня 1945 року в Григорія і Євгенії народилася дочка, яку за проханням батька назвали Наталкою. Але «Куліш» так і не побачив свою донечку. Він продовжував боротьбу у підпіллі, а щоб не наражати рідних на небезпеку не навідувався додому. Проте, Євгенію часто викликали на допити до Сокальського НКВД. А одного разу, на допиті енкаведист розлив чорнило на стіл і дав Євгенії вишитий рушник з тризубом і сказав, щоб вона витерла. Але жінка зняла з голови хустину і нею витерла чорнило. Озвірілий енкаведист так побив Євгенію, що вибив зуба і на її чолі на все життя залишилася ґуля. 

### Обставини загибелі
У квітні 1945 року сотня «Галайди II» перейшла через радянсько-польський кордон, що пролягав по річці Західний Буг, на так зване Закерзоння (Польща). 
Наближалися Великодні свята, і в цей час поверталася сотня «Куліша» через північну Ярославщину з рейду в Польщі. Саме у с. Охрапи зав'язався бій з більшовицьким спецвідділом. Ворога було розбито, але в бою був важко поранений «Куліш» і двоє його стрільців.
«Куліша» лікували у священика в Любленці Новому. Але поранення було не сумісне із життям… Помирав він при повній свідомості. В останній розмові із друзями-повстанцями дуже жалкував, що не судилося йому побачити вільної України, просив передати останні поздоровлення для своїх рідних, а як буде змога – тобто як буде вже вільна Україна – перевезти його тіло на рідну землю. 
При його домовині стояла почесна варта стрільців з його сотні. Інші стрільці і місцеві дівчата сплітали вінки для покійного командира. У похоронах взяли участь сотні «Куліша» і «Шума», Самооборонні Кущові Відділи з Люблинця, Горайця, Лівчі, боївки СБ, провід ОУН Любачівщини, курінний командир Шпонтак Іван (псевдо «Залізняк») і майже все населення Люблинця Нового і Люблинця Старого. Тіла двох героїв із Сокальщини — сотенного «Куліша» і стрільця «Носа» спочили на цвинтарі в Люблинці Новому поряд із братською могилою членів проводу ОУН Любачівщини, що полягли у бою на саме Різдво того ж року.

## Вшанування пам'яті

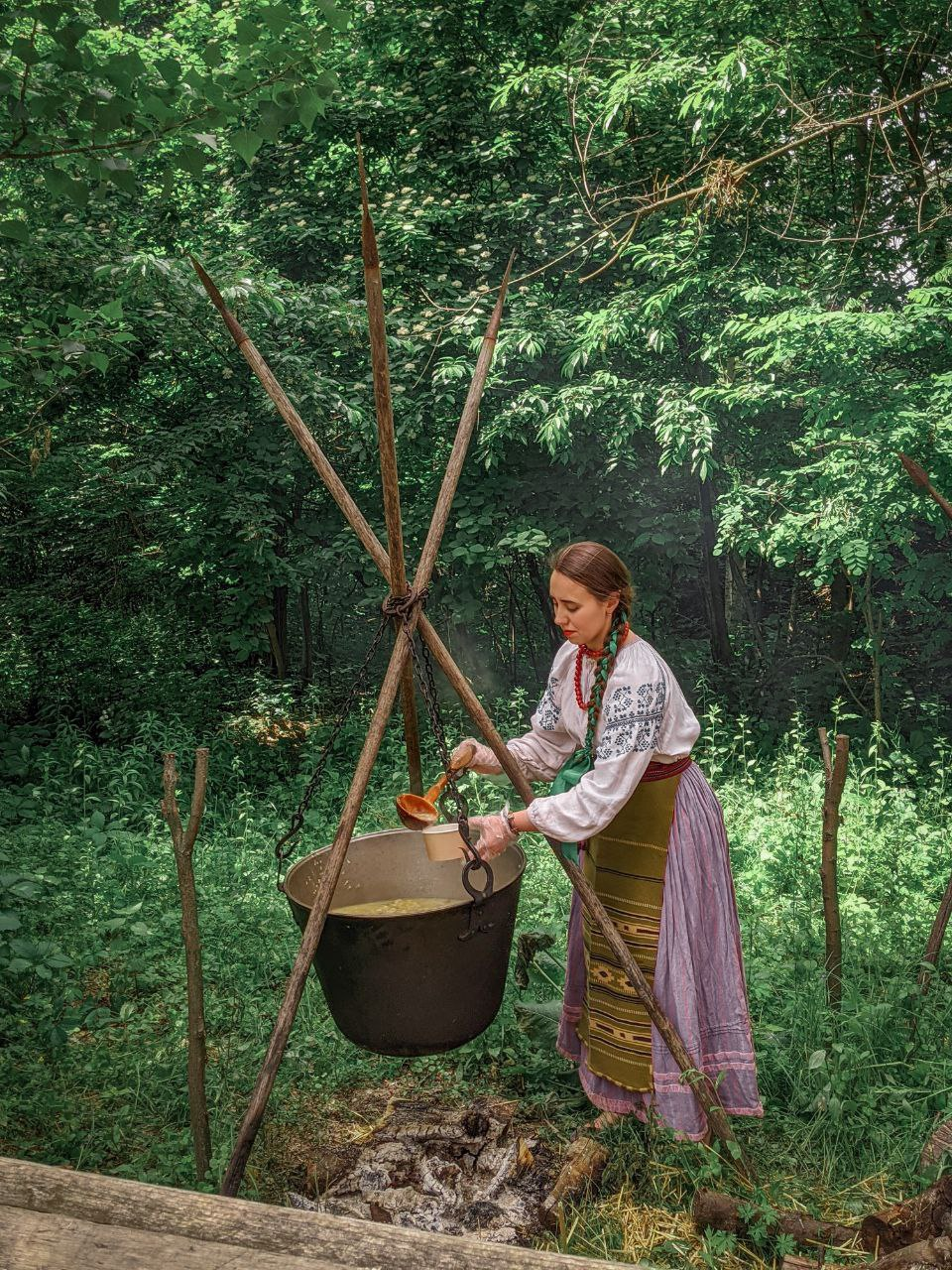
Меморіальна дошка в селі Поториця

- В рідному селі Поториці на його честь названо вулицю Куліша.
- 19 серпня на Спаса, у село Люблинець Новий (Польща) з'їжджаються люди, яких примусово було виселено з рідних домівок і їхні родичі. Відвідують в цей день його могилу.

## Нагороди
- Згідно з Наказом Крайового військового штабу УПА-Захід ч. 17 від 1.01.1946 р. хорунжий УПА Григорій Шклянка – «Куліш» нагороджений Бронзовим хрестом бойової заслуги УПА.[1]

## Вшанування пам'яті
- 14.10.2017 р. від імені Координаційної ради з вшанування пам’яті нагороджених Лицарів ОУН і УПА у м. Сокаль Львівської обл. Бронзовий хрест бойової заслуги УПА (№ 020) переданий Наталії Козирі, дочці Григорія Шклянки – «Куліша».[1]